# خانات
خانات یا خاقانات نهادی سیاسی‌است که یک خان یا خاقان در رأس آن باشد. خاستگاه این نهاد از قبایل جلگه اوراسیا می‌باشد.

## شماری از خانات
- خانات آذربایجان ایران
- خانات کلات(خان نشین بلوچ در بلوچستان)
- خانات آستراخان
- خانات ایروان
- خانات باکو
- خانات تالش
- خانات جغتای
- خانات جواد
- خانات جونغار
- خانات دربند
- خانات زنجان
- خانات سیبر
- خاقانات غربی ترک
- خانات قازان
- خانات قفقاز
- خانات کریمه
- خاقانات گوک‌ترک
- خانات قره باغ
- خانات قزاق
- خانات مراغه